# Versuch über Schiller
Versuch über Schiller  Zum 150. Todestag des Dichters – seinem Andenken in Liebe gewidmet ist ein Essay von Thomas Mann, aus dem er am 8. Mai 1955 in Stuttgart (BRD) und am 14. Mai 1955 in Weimar (DDR) die Festreden bei den Schiller-Feiern gehalten hat.

## Inhalt
Thomas Manns Laudatio auf den Dichter des Lieds von der Glocke setzt ein mit einer niederdrückenden Beschreibung der Beisetzung im Mai 1805 auf dem Jacobsfriedhof in Weimar und endet mit einer eindringlichen Klage. Die „rohe, raffgierige“ Menschheit, durch zwei Weltkriege überhaupt nicht klug geworden, rüstet im Kalten Krieg auf – mit der Wasserstoffbombe. Der Text lässt sich als Vermächtnis des im August 1955 verstorbenen Thomas Mann lesen.
Der Essay ist nicht nur ein Danklied an den toten Dichter. Er enthält auch Polemik gegen „die frechen Romantiker“, die Schillers Pathos verlachten. Tieck wird mehrfach genannt. Goethes Verlautbarung dazu, vom Olymp herab gewettert: „Ich nehme mir die Freiheit, Schiller für einen Dichter, und für einen großen zu halten!“
Die Lobrede zum Gedenken an Schiller, den „fleißigsten der Dichter“, erweist sich bei näherem Hinsehen zugleich als liebevolles Gedächtnis an Goethe. „Geliebter Freund!“ hat Schiller einmal nach Weimar hinüber geschrieben. Goethe hat den Ton nicht aufgegriffen. Doch der alternde Dichter denkt mit stillem Schmerz an Schiller zurück: „Er war ein großer, wunderlicher Mensch.“ Und: „Schillers Anziehungskraft war groß, er hielt alle fest, die sich ihm näherten.“ Goethe meint, der Geist habe Schiller „aufgefressen, die Idee der Freiheit ihn buchstäblich getötet“: „Es ist betrübend, wenn man sieht, wie ein so außerordentlich begabter Mensch sich mit philosophischen Denkweisen herumquälte, die ihm nichts helfen konnten“ (am 14. November 1823 zu Eckermann). Goethe schuf vermutlich verhältnismäßig zwanglos. Er bedauert einerseits, dass „in Schillers Gegenwart die Kunst manchmal zu einer gar zu ernsthaften Angelegenheit wurde“. Andererseits schilt er seine Schwiegertochter Ottilie, die Schiller langweilig findet: „Ihr seid alle viel zu armselig und irdisch für ihn.“

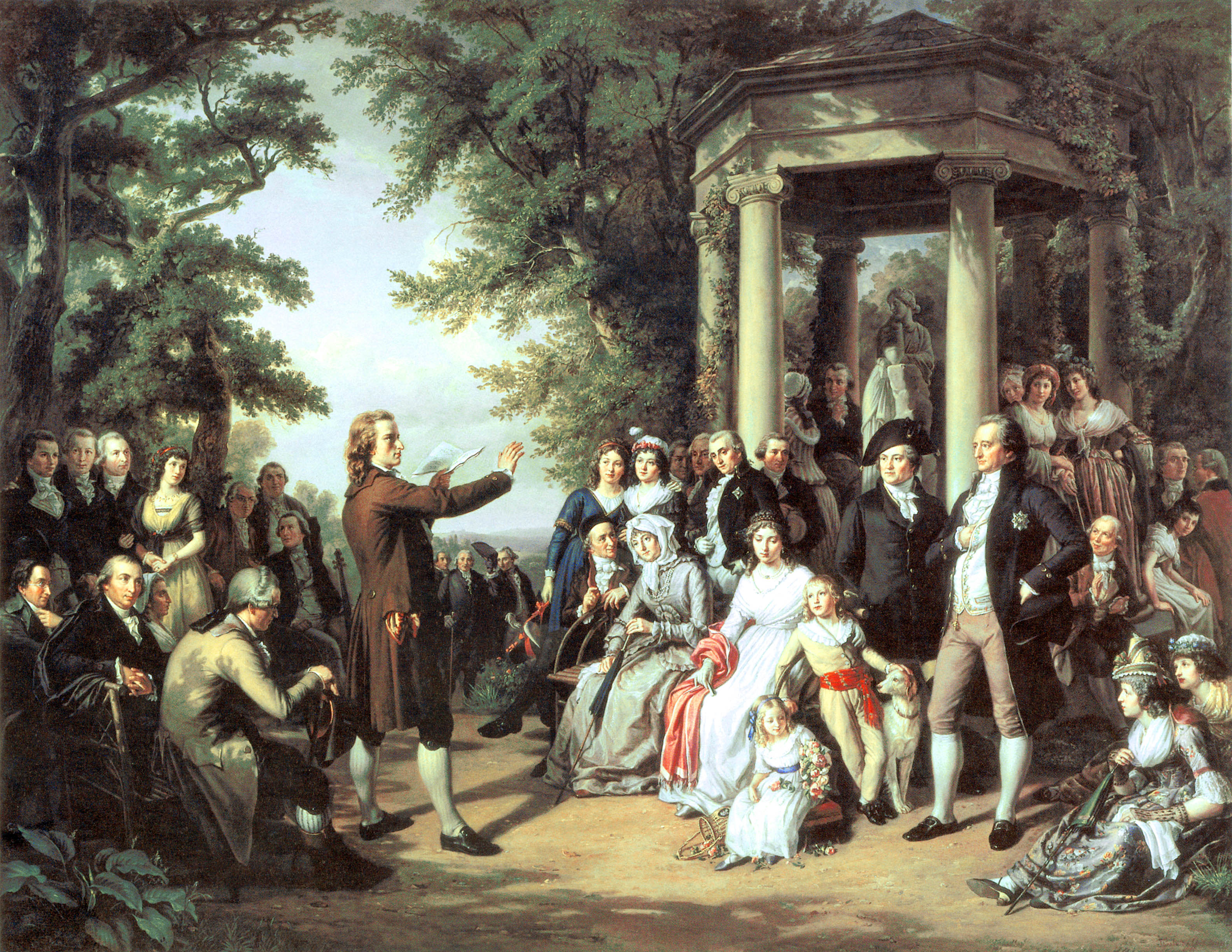
Theobald von Oer: Der Weimarer Musenhof – Schiller liest im Park Tiefurt vor der Hofgesellschaft und seinen beiden Dichterkollegen Wieland (ganz links, sitzend) und Goethe (rechts stehend vor der Säule).

Thomas Mann bewundert Schillers Tatkraft, die ihn zum „Herrn Hofrat von Schiller“ machte, und er schildert den Weg von den Räubern bis zum Demetrius-Fragment. Als Höhepunkt feiert Thomas Mann die große Leipziger Theateraufführung der Jungfrau, die der Dichter im Jahre 1801 selbst miterlebte; die Jungfrau von Orléans, ein Kunstwerk, „das Goethe sehr gefiel“. Thomas Mann wird des Zitierens aus dem Wallenstein nicht müde. „Soll ich weiterzitieren?“, fragt er den Leser. „Es ist so verlockend!“ Seine Auswahl regt zur Lektüre des Monstre-Werkes an: „Denn er stand neben mir, wie meine Jugend“ (Schiller, Wallensteins Tod, 5. Aufzug, 3. Auftritt).
Der an Lungenschwindsucht leidende Schiller musste nicht in die Schweiz reisen, um den Tell zu schreiben.
Nicht nur des rastlosen Dichters wird gedacht, sondern auch des Glücks, das Schiller in der Ehe mit Charlotte von Lengefeld erfuhr, einer „lieblich-schlichten, zärtlichen, harmonischen Natur“.
Nach dem oben Gesagten könnte der nicht zutreffende Eindruck entstehen, Goethe sei doch der Größere. Wir treten dem mit einem „wundervollen Satz“ Schillers entgegen, der etwas aussagt über das Geheimnis seiner weitreichenden Wirkung: „Aber ich habe mir eigentlich ein eigenes Drama nach meinem Talente gebildet, welches mir eine gewisse Excellence darin gibt, eben weil es mein eigen ist.“ Zu dem Punkt hat Goethe auch mitzureden: „Da streiten sich die Deutschen, wer größer sei, Schiller oder ich. Froh sollten sie sein, daß sie zwei solche Kerle haben, über die sie streiten können.“

## Goethe über Schiller
- Am 16. Dezember 1828 zu Eckermann: „Die Deutschen können die Philisterei nicht los werden. Da quengeln und streiten sie jetzt über verschiedene Distichen, die sich bei Schiller gedruckt finden und auch bei mir, und sie meinen, es wäre von Wichtigkeit, entschieden herauszubringen, welche denn wirklich Schillern gehören und welche mir. Als ob etwas darauf ankäme, als ob etwas damit gewonnen würde, und als ob es nicht genug wäre, daß die Sachen da sind!“
- Am 23. Februar 1829 zu Eckermann: „Sie sehen, wie Schiller ein großer Künstler war und wie er auch das Objective zu fassen wußte, wenn es ihm als Überlieferung vor Augen kam.“
- Am 1. März 1830 zu Friedrich von Müller: „Schiller war ein ganz ein anderer Geselle als ich und wußte in der Gesellschaft immer bedeutend und anziehend zu sprechen. Ich hingegen hatte immer die alberne Abneigung von dem, was mich gerade am meisten interessierte, zu sprechen.“

## Zeugnis
Hermann Hesse am 2. Juli 1955: „… der Versuch über Schiller, ein großartiges Werk großer Liebe, voll Akribie und dabei ebenso voll prachtvoller Einfälle, es ist ein reiner Genuß.“

## Ausgaben
- Thomas Mann: Reden und Aufsätze. Band 1, Frankfurt a. M. 1960, S. 870–951, ISBN 3596103193.
- Thomas Mann: Versuch über Schiller. Frankfurt a. M. 2005, ISBN 9783100482822.[1]